# 福蒂福 (阿肯色州)
福蒂福（英語：Forty Four）是位於美國阿肯色州伊澤德縣的一個非建制地區。該地的面積和人口皆未知。

## 地理
福蒂福的座標為36°08′37″N 92°03′40″W / 36.14361°N 92.06111°W，而該地的平均海拔高度為188米（即617英尺）。